# Pretty Poison
Pretty Poison is een Amerikaanse thriller uit 1968.

## Rolverdeling
| Acteur            | Personage        |
| ----------------- | ---------------- |
| Beverly Garland   | Mrs. Stepanek    |
| Tuesday Weld      | Sue Ann Stepanek |
| Anthony Perkins   | Dennis Pitt      |
| John Randolph     | Morton Azenauer  |
| Dick O'Neill      | Bud Munsch       |
| Clarice Blackburn | Mrs. Bronson     |
| Joseph Bova       | Pete             |
| Ken Kercheval     | Harry Jackson    |
| Don Fellows       | Detective        |